# Літературна премія імені Григорія Кочура
Премія імені Григорія Кочура — щорічна державна премія України у галузі поетичного художнього перекладу та перекладознавства.
Премію присуджують письменникам і перекладознавцям за найкращі переклади українською мовою визначних творів світової поезії та вагомі перекладознавчі праці в царині українського художнього перекладу.
Присудження відбувається з 2010 року до дня народження Григорія Кочура — 17 листопада — у розмірі 20 тисяч гривень
Премію присуджує Комітет, що утворюється у складі представників Держмистецтв, Інституту літератури ім. Т.Г. Шевченка НАН України, Національної спілки письменників України(за згодою) і діє на громадських засадах.
Заснована за ініціативою Міністерства культури і туризму України у вересні 2009 року. Оновленне положення Міністерством культури України 2017 року.
З 2021 року організаційно-методичний супровід присудження премії здійснює Державне агентство України з питань мистецтв та мистецької освіти.

## Міжнародний фестиваль Кочур-Фест
Міжнародний фестиваль письменників-перекладачів в Україні «Кочур-Фест» має на меті налагодити творчі зв’язки з відомими закордонними письменниками-перекладачами, що забезпечить гідне представлення української літератури в різних країнах світу та допоможе передати досвід закордонних письменників-перекладачів українським молодим перекладачам. Ознайомлення з доробком іноземних авторів підвищить рівень знань українського суспільства щодо панорами новітньої закордонної літератури, як західноєвропейського, так і східного й далекосхідного культурного ареалів. Поряд із тим, наявність значного перекладацького досвіду в запрошених авторів дасть змогу сприяти поширенню творчості українських письменників (і ширше – української культури) за кордоном, зокрема завдяки перекладеним проєктам і залученню авторів до міжнародних культурних подій, введення в коло елітних закордонних літературних угруповань. 

## Лауреати премії
| Рік  | Лауреат            | Фото | Здобуток | Фото книги |
| ---- | ------------------ | ---- | --- | ---------- |
| 2024 | Володимир Тимчук   |      | за переклад з англійської на українську мову книги Калпни Сінг-Чітніс «Любовні листи до України від Уяви»                                 |            |
| 2023 | Петро Таращук      |      | за переклад твору Кретьєна де Труа «Ланселот, або Лицар Воза: роман у віршах»                                                             |            |
| 2022 | Валерій Кикоть     |      | за книгу «Американська поезія в перекладах Валерія Кикотя»                                                                                |            |
| 2021 | Максим Стріха      |      | за переклад твору Дж.Чосера «Кентерберійські оповіді». Частини І-ІІ.                                                                      |            |
| 2018 | Володимир Поята    |      | за переклад молдо-румунських поетів-класиків ХІХ - першої половини ХХ ст. книжка "Відлуння"                                               |            |
| 2015 | Тарас Шмігер       |      | бібліографічне видання «Українське перекладознавство ХХ сторіччя»                                                                         |            |
| 2014 | Сергій Борщевський |      | переклад з іспанської мови серії поетичних творів: Педро Кальдерона, Амадо Нерво, Леопольдо Лугонеса та Хорхе Луїса Борхеса               |            |
| 2013 | Олена Криштальська |      | антологія іспанської та латиноамериканської лірики XVI–ХХ століть «Пульсуючі струни»                                                      |            |
| 2013 | Роман Гамада       |      | переклади і упорядкування серії «Скарби Сходу», що з 2008 року виходить у тернопільському видавництві «Богдан»                            |            |
| 2012 | Олена О'Лір        |      | переклад українською поеми «Беовульф» (з дотриманням розміру оригіналу та відтворенням алітерацій), переклад легенди про Сіґурда і Ґудрун |            |
| 2012 | Всеволод Ткаченко  |      | авторська антологія перекладів французької любовної лірики «Сад божественних поезій» (перший том)                                         |            |
| 2011 | Роксоляна Зорівчак |      | за перекладознавчі праці щодо творчості Григорія Кочура (кочурознавства)                                                                  |            |
| 2010 | Андрій Содомора    |      | за переклади старогрецької та латинської літератур                                                                                        |            |